# J Storm
J Storm, Inc. (株式会社ジェイストーム, Kabushikigaisha JEI Sutom) Es una compañía de música y cine japonés propiedad de Johnny & Associates. Se estableció el 12 de noviembre de 2001, inicialmente como una etiqueta para el grupo de Johnny, Arashi, tras lo cual fue nombrado (Arashi o 岚 que en japonés se traduce en "Tormenta") [1].
Aparte de la producción y liberación de CD y DVD, la compañía también produce películas de Johnny diversos talentos. J Tormenta también tiene las mismas estrictas políticas de derechos retrato de su talento con su empresa matriz. Entre otros, imágenes de sus talentos están prohibidos para aparecer en sitios web.
- Datos: Q1200105